# Rodionóvskaia
Rodionóvskaia (en rus: Родионовская) és un poble de l'óblast de Vólogda, a Rússia, que el 2002 no tenia cap habitant. Pertany al districte rural de Vójega.